# Kurt Tibbetts
Kurt Tibbetts, né le 2 mars 1954, est un homme politique chef du gouvernement des îles Caïmans entre novembre 2000 et novembre 2001 et entre mai 2005 et mai 2009.

## Biographie
Tibbetts est né le 2 mars 1954 en Jamaïque pour des raisons médicales. Après sa naissance, il retourne avec ses parents à Cayman Brac jusqu'à ce qu'il parte en Jamaïque pour y être scolarisé à l'âge de 7 ans. À 19 ans, il déménage à Grand Cayman et travaille pour la CIBC pendant un an. Il travaille ensuite dans une imprimerie pendant quatre ans, puis lance sa propre entreprise d’impression, qu'il dirige pendant plus de vingt-cinq ans. Même si Tibbetts a passé une grande partie de sa vie à Grand Cayman, la famille Tibbetts est originaire de Cayman Brac et il s’identifie fortement avec cette dernière. Tibbetts est aussi très actif dans le Lions Clubs des Îles Caïmans.
En 1988, il se présente pour la première fois pour être représentant de George Town à l'Assemblée législative des îles Caïmans, mais échoue à être élu. Il se représente en 1992 et devient alors député jusqu'en mai 2017. Il occupe alors différents portefeuilles dans les gouvernements de Thomas Jefferson puis Truman Bodden. 
En 2000, il est choisi comme Leader of Government Business, mais le 8 novembre 2001, il est démis à la suite d'un vote de défiance de neuf députés menés par McKeeva Bush qui lui reproche de ne pas relancer une économie affaiblie. Face au nouveau gouvernement dirigé par Bush, il devient Leader of the Opposition et fonde le Mouvement progressiste du peuple (PPM) en 2002. 
Les élections de 2005 voient pour la première fois des partis politiques s'affronter aux Îles Caïmans, et c'est le PPM dirigé par Tibbets qui remporte l'élection avec neuf représentants sur quinze. Tibbetts redevient alors chef du gouvernement le 18 mai 2005. Il est aussi titulaire des portefeuilles de la Planification, de l'Agriculture et du Logement et développe les infrastructures, telles l'Esterley Tibbetts Highway ou le nouveau bâtiment administratif du gouvernement. 
En 2009, le PPM est battu lors des élections, et Tibbets redevient alors le Leader of the Opposition, mais le 10 novembre 2010, il annonce sa démission de ce poste comme de celui de chef du PPM. Il est alors remplacé par Alden McLaughlin dans ces deux fonctions, mais Tibberts reste député de George Town. En juin 2011, il est décoré de l'Ordre de l'Empire britannique et en 2013 il est réélu comme député de George Town, il devient alors ministre de la Planification, de l'Agriculture, et des Infrastructures dans le premier gouvernement de Alden McLaughlin. Avant les élections législatives caïmaniennes de 2017, il annonce qu'il ne se représente pas et met un terme à sa carrière politique.